# Segítő Jobb Alapítvány
A Segítő Jobb Alapítványt dr. Kalmár László kezdeményezésére 1990 júniusában öt magánszemély hozta létre a környező országokból Magyarországra jövő betegek ellátásának megszervezésére. Teljes neve: Segítő Jobb Egészségügyi és Humanitárius Alapítvány. 
Az alapítvány bejegyzése 1991. január 9-én történt. 2012. júliusig több mint 72 500 beteg ellátásához nyújtott segítséget; a betegek 75%-a Romániából érkezett. Azokat a betegeket segítették, akiknek a hazai kezelésére technikai vagy egyéb okokból nem volt mód; ezt az illető országban felállított előszűrő rendszerben bírálták el. A betegek nemzetisége nem játszott szerepet az elbírálásban. Szatmár, Bihar, Szilágy és Máramaros megye betegeit Debrecenbe, a kolozsváriakat és a székelyföldieket Budapestre, a bánságiakat pedig Szegedre irányították. Az alapítvány révén Budapestre érkező betegek zöme a Reménység Szigetén kapott szállást.
A finanszírozás eleinte kizárólag adományokból történt. Az alapítvány 1993-tól kormánytámogatásban részesült, de ezt a támogatást a második Gyurcsány-kormány megszüntette.
2021-ben az alapítvány felszámolás alatt állt.